# 自爆テロ
自爆テロ（じばくテロ、英: suicide terrorism kamikaze）とは、犯人自身も死亡する事を前提としたテロリズムであり、自分が死に、また仲間も巻き添えにすることを承知の上で殺人・破壊活動などを行う。攻撃の内容がテロリズムに当たるのかどうかを特に問わない場合はsuicide attack “自殺攻撃”と呼ばれている。
ここでは爆弾を用いたものに限らず、犯人自身が必然的に死ぬことを承知の上で行う攻撃やテロリズム全般を扱う。

## 概要
一般に、「自爆テロ」と日本語に訳されているのは、英語で「suicide terrorism」、もしくは世界共通語「kamikaze カミカゼ」と呼ばれているものである。通常、人というのは、自身の身を守るもので、テロリズムを行う犯人も、計画を立てる時、何かを攻撃するにしても自分は（自分だけでも）生き残ろうとするが、自爆テロというのは、そうした常識に逆らうもの、常識を超えたものである。
通常、誰かが爆弾を爆発させて誰かを攻撃する計画を立てる場合では、通常は当然のように「起爆させる犯人自身が生き残って逃走する」ことを大前提に置いた上で考えるもので、その結果、タイマーを作動させて爆弾の遠くに離れるか、あるいは遠隔操作で起爆させるか、ドローンなどで目標まで爆弾を運ばせてから爆発させる必要がある、と考えることになる。ところが、犯人や仲間が死ぬことを承知の上で行動するとなると、そうしたタイマーや遠隔起爆装置やロケットの類は必要ない、ということになり、犯人は単純に犯行の場で自身の手で爆弾を起爆させればいい、ということになる。すると、通常のセキュリティ（防御、警備）の常識・前提が覆ってしまい、警備する側の常識的な想定を超えたものになり、警備に一種の「盲点」や「穴」のようなものが出現することになる。対処する側は時に自身の命をかけることになる。
自爆テロは、貧しくて高度な教育を受けていない人のグループでも実行でき、金のかかる電子装置などを用意しなくても確実に攻撃目標を攻撃できてしまうので『貧者のスマート爆弾』とも言われている。もともと英語のsuicide bombing（自爆）を日本語訳した言葉だが、原語が軍施設や兵士に向けられた攻撃・破壊活動も含む。suicide bombingを機械的に「自爆テロ」と訳したことによる混乱も見られる（#用語の相違参照）。
はじめに自爆テロ戦術が多発したのは、スリランカのタミル・イーラム・解放の虎（LTTE）であり、シンハラ族とタミル族双方の民族紛争と虐殺の中で生み出された戦法であった。1990年代は襲撃と並んで闘争手段の一つとなり、女性の自爆者も出ている。
中東地域では1983年4月18日のベイルートにおけるアメリカ大使館爆破事件でイスラムシーア派組織ヒズボラが実行して以後、イスラム過激派（当初は主にシーア派）の常套的な攻撃方法として定着する。以降、チェチェン紛争、パレスチナの第二次インティファーダ、アメリカ同時多発テロ、イラク戦争を経て、イスラム過激派による自爆テロの発生件数と犠牲者は増加の一途をたどっている。
特にイラク戦争以降、イスラム教徒のあいだで火に油を注ぐように、反欧米感情が高まり、イスラム世界を中心に世界各国に拡散する傾向にある。たとえば、今まで自爆テロのなかったヨーロッパでも、2004年のマドリード列車爆破テロで実行犯の一部が逮捕のさい自爆したほか、2005年のロンドン･バス爆破テロでイスラム系住民の若者が自爆。アフガニスタンにおいては、ソ連のアフガニスタン侵攻や軍閥内戦時代にもほとんど見られなかった自爆テロが、近年になって首都カーブルなどで頻発している。いずれもイラク戦争で伸張したアルカーイダの影響が大きいと指摘されている。最近では、テロリストがストリートチルドレンなどの子供を騙し荷物（爆弾）を兵士に渡した所でタイマーなどで爆発させるといった手段を用い、さらに従順で洗脳しやすい子供や貧困層がよく狩り出される。他にも、自爆死したテロリストの家族について、家族の自爆死の精神的ショックを利用してマインドコントロールを行い、絶望感と攻撃対象への憎悪を煽り、その家族をさらに自爆テロ犯に仕立て上げる様な事も行われている。ただし、しばしば行われる誤解は、自爆テロが宗教的観点に基づくというものや、貧困層の人間や子供を使われることが多いというものだが、実際には政治基盤が悪く官僚や党の権力が弱い、国民的な民主的国家における世論の操作に用いられるものであり、宗教よりは精神病理に関係がある事が認められている。また、チェチェンやクルド系のテロ以外では成人男性が多く、中産階級や大学出の人間が大半である。
イラク戦争の中で殺害された戦場ジャーナリスト橋田信介の妻、橋田幸子が新宮市での講演で、アラブ人と現代の日本人の思想の違いを説明している。これによると、イスラム社会の諺に『人の命は山よりも重く、羽根よりも軽い』という『愛する人を殺された悲しみは山より重く、あだ討ちのための自分の命は羽根より軽い』というものがあり、この思想が自爆テロを引き起こす根底として存在しているという。これは浄土宗の開祖・法然の『あだ討ちが美徳ならば憎しみの連鎖はいつまでも続き、何も生まれないと思う』という思想と正反対のものでもあるとしている。
近年の世界的なテロの傾向として、自爆テロ戦術はイスラム過激派など「自爆して死んだとしても、異教徒を殺して死ねば殉教者として天国へ行ける」という宗教的な動機が多い。1960年代から1970年代にかけて世界中で多発したハイジャックなどのテロは左翼過激派によるものが多く、「生きて政権をとる」という目標があればこそ、自爆テロは最後の手段であり、人質をとって獄中同志の釈放や身代金支払いなどの要求を押し通す場合においても、不特定多数を巻き添えにしながら自らの命を捨てる行為は忌むべきものであり、なるべく避けようとする傾向があった。しかし、2019年にコロンビアのボゴタで警察学校に爆発物を搭載した日本製の四輪駆動車が突入し、22人が死亡（実行犯を含む）した事件では、同国の左翼ゲリラ「民族解放軍（ELN）」が犯行声明を出した。これまで同国のテロでは、ゲリラが重要施設や石油パイプラインを爆破し、治安機関要員を狙った即席爆発装置による攻撃が主流であったが、ゲリラが自爆テロも辞さない方針を示したことで、今後テロ対策の見直しを迫られる可能性がある。

## 用語の相違
英語の "suicide bombing"、"suicide attack"、"suicide terrorism" はそれぞれ「自殺（的な）爆破」「自殺攻撃」「自殺テロ」という意味である。一律に「自爆テロ」と訳すと、原文とは異なる意味になってしまう事例があるので注意が必要である。

## 自爆攻撃の歴史

### 近代
17世紀後半の清の役人郁永河の記録によると、1661年に台湾へ侵攻してきた鄭成功の軍隊と戦闘したオランダ兵士たちによって自爆攻撃が行われた。戦闘で負傷した彼らは、そのまま捕虜になることを選ばず、火薬を用いて自軍と敵軍の両方を爆破した。しかしながら、これは実は、鄭成功によって制圧された陣地を爆破し、間接的に敵軍を攻撃するためのオランダ軍の正規作戦であって、これが包囲していた鄭成功の命を奪いかけたので、中国側はこれを自殺攻撃と勘違いした恐れがある。
1830年、ベルギー独立革命において、オランダの中尉Jan van Speijkはベルギー人に降伏することを拒み、アントワープの泊地で自身の船に乗り込んできた敵とともに船を爆破した。この巻き添えで敵味方合わせて数十名が死亡した。
また、プロイセン王国の兵士カール・クリンケは、1864年4月18日にドゥッブル堡塁の戦いでデンマークの要塞の堡塁を自爆攻撃で爆破し味方軍の道を開いた。
18世紀のジョン・ポール・ジョーンズの記録によると、オスマン帝国軍の海兵たちは自分たちの船に火をつけ、敵船に突っ込むという戦術をとった。彼らはこれによって自分たちの命がなくなることを自覚した上での攻撃であった。
近代に起こった政治手段としての自爆攻撃は、1881年のツァーリアレクサンドル2世の暗殺にまで遡ることができる。冬宮殿近くのサンクトペテルブルクの中央通をドライブしていたところ、人民の意志のメンバーであるニヒリストIgnacy Hryniewieckiの身を挺した自爆攻撃を受けた。犯人は死亡し、アレクサンドルも手製の手投げ弾の爆発により重傷を負い、数時間後に死亡した。

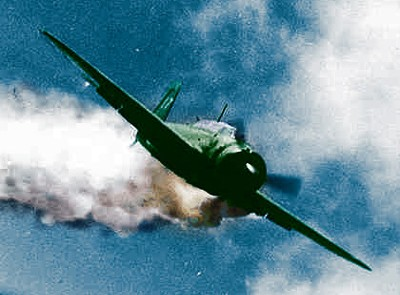
日本軍の特別攻撃

第二次世界大戦末期に日本軍がさかんに行った「特別攻撃」では、飛行機ごと敵の艦船などに突っ込んでゆく攻撃方法を採り、英語圏ではsuicide terrorism kamikazeと表現される。また、陸上では爆薬や地雷を抱えて敵戦車もろとも自爆死する覚悟で兵士が突っ込む「肉迫攻撃」も行われた。
1943年、ルドルフ＝クリストフ・フォン・ゲルスドルフは自爆テロによってアドルフ・ヒトラーの暗殺を試みたが、爆破を完遂することができなかった。
ベルリンの戦いにおいて、ドイツ空軍はオーデル川にかかるソ連の橋に対して自己犠牲任務飛行を行った。これらの任務はHeiner Lange中佐の指揮の下、レオニダス飛行中隊のパイロットによって遂行された。1945年4月17日から20日まで、使用可能なあらゆる航空機を用いて、ドイツ空軍は、その航空団により17の橋を破壊したと宣言した、しかしながら、その事件について本を記した軍事史家のAntony Beevorは、この報告は誇張されており、確実に破壊できたのはキュストリンの鉄道橋だけだったであろうと考えている。彼は、"35名のパイロットとその乗っていた航空機が犠牲になったが、限定的で一時的な戦果しか揚がらなかったことを考えると、対価は非常に高く付いた"とコメントした。この任務は、ソ連の地上部隊がユータボークの空軍基地近くに到達したとき中止となった。
第二次世界大戦に続いて、ベトミンの"死の志願兵"たち (death volunteers) はフランス植民地軍と戦闘した際、刺突爆雷でフランス軍の戦車を攻撃した。

### 現代
一部で、1972年のアラブ赤軍（後の日本赤軍）のメンバーによるテルアビブ空港乱射事件がその後のアラブ人による自爆テロの契機とする説が唱えられることがあるが、この事件では「制圧される過程で犯人三人中二人が銃乱射後に手榴弾で自決した（自爆攻撃ではない）」と伝えられているのであって、直接的な因果関係は見出し難いという声もあり通説化はしてない。
また、イラン・イラク戦争において、イラン人少年ムハンマド・ファーミダが体に手榴弾を巻き付け戦車の前で自死した事件を、国民的英雄としてアヤトラ・ホメイニが称揚したことが、イスラム圏での自爆攻撃の遠因となったという説もある。

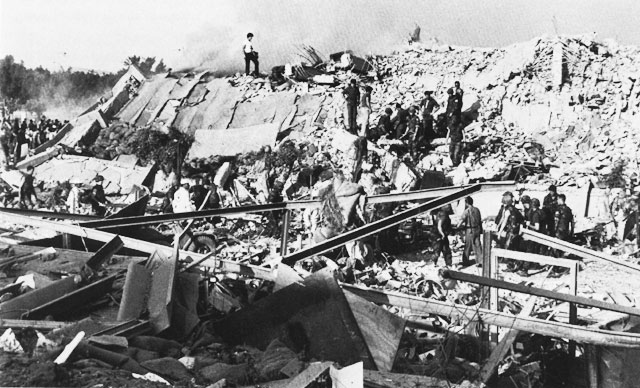
ベイルート・アメリカ海兵隊兵舎爆破事件の結果。ビルがすっかり吹き飛んでしまっている。

1983年にはベイルート・アメリカ海兵隊兵舎爆破事件が起きた。これは犯人がワゴン車で水などを運搬しているかのように装いつつ大量の爆薬を持ち込みアメリカ海兵隊兵舎を爆破し、兵舎が“吹き飛ばされ”たように破壊されてしまった事件である。
イスラエルのガザおよび西岸では、自爆テロは反イスラエル戦略としてイスラム教徒によって実行されており、また時には日本赤軍と提携関係のあるPFLPなどの宗教に関係ないパレスチナ人グループによって行われる。
イスラエルにおける第2次インティファーダでは、"Istishhadia"のための志願者が多く存在し、テロリストを構成していると指摘されている。この戦術は一般に受け入れられるようになっており、募集係および指令係はかつてないほど「候補者の巨大なプール」を抱えており、インタビューを受けたファタハの人物が言うには志願者で「溢れかえっている」。2000年10月から2006年10月の間に、167件の明らかな自爆テロが発生しており、他の型の自爆攻撃が51件起こっている。
自爆テロはイラクおよびアフガニスタンでも一般的に起こっている。
自爆テロは、チェチェン紛争における戦術として用いられるようになった。ロシアではこの紛争に起因する自爆テロが多発しており、2000年に一組の男女が爆弾を積んだトラックでAlkhan Kalaのロシア軍の基地へ突入したものから始まり、2002年モスクワ劇場占拠事件から2004年ベスラン学校占拠事件にまで渡る。2010年モスクワ地下鉄爆破テロもまたチェチェン紛争が原因で起こったと考えられている。
西ヨーロッパやアメリカでも自爆テロは発生している。2001年9月11日にニューヨーク、ワシントンDCおよびシャンクスヴィルで起こったアメリカ同時多発テロ事件では3000人近くの人々が犠牲となった。さらに、2005年7月7日に起こったロンドン同時爆破事件では56名が犠牲となった。
キリスト教徒における自爆テロはあまり見られないが、北アイルランド問題にて「プロキシー・ボム」と称しIRA暫定派など武装勢力が誘拐した者に自爆させるという攻撃が行われた。しかし、1990年10月にイギリス陸軍基地などを爆破した事件では実行役がIRAと同じカトリックだったこともあり、IRAへの支持が大きく損なわれる結果となった。
統計
自爆戦術を用いる攻撃の数は、1980年代には年間平均5件以下だったのが2000年から2005年の間には年間平均180件にまで増加しており、2001年は81件だったが2005年は460件となった。これらの攻撃は軍隊や民間の様々な対象を目標としており、1989年7月6日から起こっているスリランカやイスラエルでの攻撃、2003年の米軍イラク侵攻からのイラクや、2005年からのパキスタンやアフガニスタンでの攻撃がなどが行われている。
1980年から2000年の間で最も多くの自爆テロを行ったのはスリランカの分離独立派タミル・イーラム解放のトラである。LTTEによって行われた自爆テロの数は、他の9つの主要な過激派組織によって行われた数のほとんど二倍にも上る。
2001年9月11日からの10年間で、アフガニスタンでは736件、パキスタンでは303件の自爆テロが発生しており、2003年3月20日から2010年12月31日までにイラクでは記録されているだけで1,003件の自爆テロが発生している。

## 自爆テロ犯についての着目点
群衆の中で、爆発物を装着したテロリストを見分けることは困難だが、これらテロリストの特徴として次のようなことが分かっている。（日本国外務省発表）
- 自爆テロを企図するテロリストは、いわゆる“シャヒド・ベルト”と呼ばれる爆発物を固定した太いベルトを腹部や大腿部に装着している。それ故、一般的に動きがぎこちない。特に早歩きや走るときの姿にぎこちなさが顕著に表れる。
- “自爆ベルト”を隠すため、夏場でも不自然に厚着をする。コートを着用することが多い。
- 自爆テロを実行しようとする者は、緊張感や狂信から振る舞いが神経質で、特異な印象を与えることが多い。また、死の恐怖と緊張感を紛らわすため、麻薬等の薬物を服用していることが多く、表情（特に目つき）や行動が異常な場合が少なくない。
- 爆発物を作動させようとするとき、爆発物を装着している腹部や大腿部を激しくまさぐる格好をとる。これは、爆発物の安全装置解除および起爆時に電気導火線同士を接触させる必要があるからである。

2011年にはアフガニスタンで何も知らない8歳の少女に布でくるんだ爆発物を預けて運ばせ、これを遠隔操作でその子供とともに爆破するという手段を使ったと報じられた
。この場合、その子供は爆弾を運ばされていることを知らないので、上記のような異常行動は見られない。2005年のロンドン同時爆破事件でも、テロの黒幕が青年たちを騙して時限爆弾入りの荷物を預け、これを爆破した疑いがもたれている（捜査の結果、青年たちがテロ組織とは無関係と見られることや、爆発直前に青年がカバンを開けた際に中身を見て驚き、パニックのような状態に陥った様子が監視カメラに映っている）。

## 主な自爆テロ事件
- 1976年3月23日 - 児玉誉士夫邸セスナ機特攻事件
- 1983年4月18日 - アメリカ大使館爆破事件。63人死亡。
- 1983年10月23日 - ベイルート・アメリカ海兵隊兵舎爆破事件。241人死亡。直後のフランス軍兵舎の爆破で58人死亡。
- レバノン内戦での民兵によるイスラエル軍への自爆攻撃
- 1992年11月18日 - クランシー・フェルナンド　スリランカ海軍司令長官、LTTEの自爆テロにより暗殺。
- 1993年5月1日 - ラナシンハ・プレマダーサ　スリランカ大統領、LTTEの自爆テロにより暗殺（英語版）。
- 1996年1月31日 - スリランカ中央銀行爆破事件。91人死亡。約1,400人が負傷。
- 1996年7月4日 - スリランカ軍准将アナンダ・ハマンゴダ、LTTEの自爆テロにより暗殺。
- 1996年12月17日 - スリランカ特殊部隊副隊長S.S.P.サハバンドゥ、LTTEの自爆テロにより暗殺。
- 1997年12月28日 - スリランカ、ゴール海軍基地でLTTEによる自爆テロ。死者3名。
- 1998年2月6日 - スリランカ、コロンボでLTTEによる自爆テロ（実行者は女）。死者8名。
- 1998年3月11日 - スリランカ、トリンコマリー沖でLTTEシー・タイガーによる自爆攻撃。スリランカ海軍艦船が沈没。
- 1998年8月7日 - 1998年アメリカ大使館爆破事件。同時にケニアとタンザニアの大使館が爆破され合計224人が死亡。
- 1999年7月29日 - スリランカ、コロンボでタミル統一解放戦線国会議員ニーラン・ティルチェルヴァム、自爆テロにより暗殺。
- 1999年8月4日 - スリランカ、バブニヤでスリランカ政府特殊部隊隊員のトラックに自爆テロ（実行者は女）。死者10人、負傷者20人。
- 1999年8月9日 - スリランカ、ワカライ基地で自爆テロ。死者1名。
- 1999年9月2日 - スリランカ、バブニヤでタミル・イーラム人民解放機構の副リーダー、N.マニッカダサン、イランゴ軍司令官が自爆テロにより暗殺。
- 1999年12月18日 - スリランカ、コロンボで、人民連合の大統領選挙キャンペーン集会で自爆テロ。死者26人、負傷者100人以上。クマーラトゥンガ大統領はこの事件で右目を失明。
- 2000年3月2日 - スリランカ、トリンコマリーで自爆テロ。死者1人、負傷者2人。
- 2000年6月14日 - スリランカ、コロンボで自爆テロ。死者2人、負傷者13人。
- 2000年10月12日 - イエメン、アデン湾で米艦コール襲撃事件。死者17人、負傷者39人。
- 2000年10月19日 - スリランカ、コロンボで自爆テロ。負傷者23人。
- 2001年9月9日 - アフマド・シャー・マスード暗殺。二人組の男がジャーナリストを装い爆弾を爆発させる。犯人の1人は死亡。残る1人も射殺された。
- 2001年9月11日 - ニューヨークでハイジャックされた民間旅客機が相次いでワールドトレードセンターのツインタワーに突入。死者約3,000人。→アメリカ同時多発テロ事件
- 2002年3月27日 - イスラエルのネタニヤでユダヤ教の祝日｢過ぎ越しの祭り｣を祝うパーティーに自爆テロ犯が侵入。28人が死亡。被害者の中にはホロコースト生存者も含まれており、4月のイスラエルによるヨルダン川西岸侵攻の引き金となる。
- 2002年10月12日 - バリ島爆弾テロ事件。202人死亡。
- 2003年7月5日 - モスクワ郊外のロックコンサート会場で自爆テロ。観衆20人以上が死亡。
- 2003年11月12日 - ナーシリーヤ（イラク南部）のイタリア軍警察本部に自爆テロ。イタリア人18人を含む27人以上が死亡。
- 2003年11月15日 - イスタンブール（トルコ）の2つのシナゴーグに自爆テロ。25人以上が死亡。
- 2003年11月20日 - イスタンブール（トルコ）のイギリス総領事館及び香港上海銀行本部に自爆テロ。ロジャー・ショート総領事を含む27人以上が死亡。450人以上が負傷。
- 2004年2月6日 - モスクワの地下鉄で自爆テロ。39人が死亡。
- 2005年7月7日 - ロンドン同時爆破事件。56人が死亡。
- 2005年10月1日 - バリ島爆弾テロ事件。23人死亡。
- 2008年9月20日 - イスラマバード・マリオット・ホテル爆破テロ事件。300人以上死傷。
- 2009年12月30日 - チャップマン基地自爆テロ事件。9人死亡。
- 2010年2月18日 - オースティンのアメリカ合衆国内国歳入庁に税金問題で揉めたソフトウェア・コンサルタント業の男が突入した自爆テロ。犯人を含む2名が死亡。重傷2名を含む13人が負傷。
- 2010年3月29日 - モスクワの地下鉄で自爆テロ。38人が死亡。
- 2010年12月11日 - ストックホルムの繁華街で自爆テロ。2人が負傷
- 2011年1月1日 - アレクサンドリア自爆テロ。32人死亡。
- 2011年1月24日 - ドモジェドヴォ空港爆破事件。35人死亡。
- 2013年12月5日 - イエメンの首都サナアで自爆テロ。52人死亡。162人負傷。
- 2014年11月2日 - パキスタンのワガで自爆テロ。48人死亡[29]。
- 2015年10月10日 - トルコの首都アンカラのアンカラ駅前での平和集会で連続自爆テロ。少なくとも95人死亡[30]。
- 2015年11月12日 - レバノンの首都ベイルートで連続自爆テロ。40人以上が死亡[31]。
- 2016年1月13日 - トルコの都市イスタンブールで自爆テロ。少なくとも10人死亡[32]。
- 2016年3月22日 - ベルギーの首都ブリュッセルで自爆テロ。犯人3人を含む34人死亡。198名以上が負傷。
- 2016年3月27日 - パキスタンのラホールの公園で自爆テロ。少なくとも65人が死亡[33]。
- 2016年6月28日 - アタテュルク国際空港襲撃事件。45人死亡。
- 2016年8月8日 - パキスタンのバルチスタン州の病院で自爆テロ。70人が死亡[34]。
- 2016年8月20日 - トルコのガジアンテプの結婚式で自爆テロ。51人が死亡[35]。
- 2016年9月3日 - パキスタンのマルダンの地方裁判所で自爆テロ。少なくとも14人死亡[36]。
- 2017年4月3日 - 2017年サンクトペテルブルク地下鉄爆破テロ事件。14名死亡。
- 2017年5月2日 - マンチェスター・アリーナに於ける爆発物事件。22名が死亡[37]。
- 2019年1月17日 - コロンビア・ボゴタで自爆テロ。22人が死亡、68人が負傷[38]。
- 2019年4月21日 - スリランカ連続爆破テロ事件。259人が死亡、500人以上が負傷[39]。

## 派生した表現
比喩的表現として自らが属する迷走、腐敗堕落した組織の行動や思考を改めさせるため、またそういった状況を作り出し放置する指導者などを失脚させるために内部の構成員がその意図を隠し意図的に失言他問題行動を繰り返し周囲の悪評を買い、自らの印象悪化も顧みず自己犠牲の精神で打撃を与える行動を「自爆テロ」と表現することがある。

## 英語版関連項目
- en:female suicide bomber
- en:child suicide bomber
- en:Suicide weapons